# غريغ هيل (مغن مؤلف)
غريغ هيل (بالإنجليزية: Greg Hill)‏ هو مغن مؤلف أمريكي، ولد في 12 ديسمبر 1972.